# Matsubushi
Matsubushi (松伏町?) è una cittadina giapponese della prefettura di Saitama.